# Z-score (pensioenfonds)
De Z-score bij een pensioenfonds wordt gehanteerd in de Nederlandse pensioenwereld.
Nederlandse ondernemingen die geen eigen pensioenfonds hebben, kunnen vallen onder de verplichtgestelde aansluiting bij een pensioenfonds voor een bedrijfstak. Wanneer het pensioenfonds op beleggingsgebied onvoldoende presteert, bestaat er een mogelijkheid dat de verplicht aangesloten ondernemingen in het daarop volgende jaar onder voorwaarden vrijgesteld kunnen worden van de verplichting. Om dit enigszins te objectiveren, is een formule ontworpen die eveneens bekendstaat als Z-score. In april 1998 is de regeling in de wet Bedrijfstakpensioenfondsen van kracht geworden.

## Berekening
Daarin wordt het rendement (de performance) van het pensioenfonds vergeleken met het rendement van de benchmark, en het verschil gedeeld door een factor die afhankelijk is van de samenstelling van het belegde vermogen (de verhouding obligaties/aandelen). Deze "naïeve" benchmark bestaat uit 60% aandelen en 40% obligaties.
De benchmark bestaat uit kwaliteitsobligaties in euro’s van en beursgenoteerde aandelen. Grote pensioenfondsen beleggen hiernaast ook in private equity, vastgoed, grondstoffen, hedgefondsen, infrastructuur, obligaties van ontwikkelingslanden, hypotheken, etc.. De samenstelling van de pensioenfondsportefeuilles kunnen daardoor significant afwijken van de benchmarkportefeuille. Verder zijn er voor deze bijzondere beleggingscategorieën geen betrouwbare benchmark rendementen. De wetgever staat dan toe te rekenen met een rendement dat gelijk is aan het rendement op de geldmarkt met een opslag van 1%.
Per jaar leidt dit tot een Z-score. Vervolgens worden de Z-scores over een periode van 5 jaar opgeteld, en gedeeld door de wortel uit 5. De periode van vijf jaar is genomen om te komen tot een structurele uitkomst waarbij de incidentele uitkomst van één jaar minder zwaar meetelt. Dit leidt tot de performancetoets. Bij een performancetoets van −1,28 (sinds 2008 dient er bij de performancetoets 1,28 opgeteld te worden om zo op een score van 0 uit te komen) of lager mag de onderneming besluiten van pensioenfonds te wisselen.

### Voorbeeld
Van een portefeuille zijn de volgende gegevens bekend:
- 60% aandelen en 40% obligaties
- rendement portefeuille 4,60%, werkelijke kosten 0,20%
- rendement benchmark 4,45%

De risicopercentages zijn gefixeerd op 0,6% voor obligaties en 2,6% voor aandelen. Aan de benchmark wordt een gefixeerd percentage van 0,15% voor kosten toegekend.
De formule wordt dan:
{\displaystyle {\frac {(4{,}60-0{,}20)-(4{,}45-0{,}15)}{(60\times 2{,}6\%)+(40\times 0{,}6\%)}}={\frac {4{,}40-4{,}30}{1{,}56+0{,}24}}={\frac {0{,}10}{1{,}80}}=0{,}056}
Als, bij dezelfde verhouding aandelen/obligaties, in een volgend jaar de rendementen 5,10 en 5,30 waren voor respectievelijk de portefeuille en de benchmark, wordt de formule:
{\displaystyle {\frac {4{,}90-5{,}15}{1{,}80}}={\frac {0{,}25}{1{,}80}}=-0{,}139}
Als een pensioenfonds over 5 jaar Z-scores heeft van achtereenvolgens +0,16, +0,10, −0,35, −0,34 en +0,30, totaal −0,13, wordt de som gedeeld door 2,235, hetgeen leidt tot een eindcijfer van −0,058. Dit ligt boven −1,28, zodat de onderneming niet de mogelijkheid heeft om over te stappen.
Over de periode 1998-2002 bleken van 64 door de Vereniging van Bedrijfstakpensioenfondsen onderzochte pensioenfondsen 62 aan de toets te voldoen. Over de periode 1998-2003 bleken alle onderzochte pensioenfondsen aan de toets te voldoen.